# PSI Factor – Es geschieht jeden Tag
PSI Factor – Es geschieht jeden Tag (Originaltitel: PSI Factor – Chronicles of the Paranormal) ist eine Mystery-Fernsehserie, die von 1996 bis 2000 in Kanada produziert wurde und besteht aus vier Staffeln mit insgesamt 88 Folgen.
In PSI Factor untersucht das O.S.I.R. (Office of Scientific Investigation and Research), ein Team von Wissenschaftlern und Experten, die verschiedensten paranormalen Phänomene. Jeder Fall wird vor dem Beginn von Dan Aykroyd als Moderator vorgestellt und am Ende kurz kommentiert.
In der ersten Staffel wurden pro Folge zwei kurze Fälle gezeigt, in den späteren Staffeln pro Folge nur noch ein Fall.
Die Fälle basieren angeblich auf Tatsachen. Das in der Serie gezeigte O.S.I.R. ist rein fiktiv. Es gibt zwar auch ein echtes O.S.I.R., dieses steht jedoch für Organization for Scientific Investigation and Research und beschäftigt sich mit thematisch ähnlichen, wenn auch nicht ganz so spektakulären Vorkommnissen. Zudem gab es ein Office of Scientific Integrity Review, welches mittlerweile O.R.I. (Office of Research Integrity) heißt.

## Auszeichnungen (Auswahl)
- 1998 gewann Brett Sullivan für den besten Schnitt in einer dramatischen Serie einen Gemini Award für die Folge The Infestation.

## Veröffentlichung auf DVD
In Deutschland ist 2005/2006 die komplette Serie auf DVD erschienen, aufgeteilt in vier Staffelboxen. Hier wurde als Untertitel der englische Originaluntertitel übersetzt (PSI Factor – Chroniken des Paranormalen).